# Jordan Feliz
Jordan Alexander Feliz (15 de marzo de 1989) es un cantante cristiano estadounidense del género folk rock y soul del pop cristiano. Lanzó tres álbumes de estudio, Beloved en el 2015, The River en el 2016, por Centricity Music, y Future en el 2018. Su canción, "The River", apareció en la revista de Billboard Christian Songs, Christian Airplay y Christian Digital Songs.

## Vida personal
Nació el 15 de marzo de 1989, en Clovis, California, hijo de Richard Edward Feliz y Jennie Elaine Feliz. Se graduó en Buchanan High School, en el 2007. Su carrera musical fue facilitada por los miembros de A Current Affair, llegando a él a través de su página Myspace, durante 2006 en busca de un vocalista principal. Está casado con su novia de la secundaria, Jamie. Ellos residen en Nashville, Tennessee, con su hija Jolie. El era un empleador de automóvil.

## Carrera musical
Su carrera musical comenzó en 2006, con la banda A Current Affair, hasta el 2015 que comenzó su carrera como solista. El primer álbum de estudio, Beloved fue lanzado el 2 de octubre de 2015 por Centricity Music. La canción, "The River",  que aparece en la revista Billboard, alcanzó la posición 2 en Christians Song, en Christian Airplay en el número 1, y Christian Digital Songs en el número 2. Su segundo álbum de estudio, The River, fue lanzado el 22 de abril de 2016 por Centricity Music.

## Discografía

### Álbumes de estudio
Lista de álbumes, con detalles seleccionados y posiciones de chart.
| Beloved                                                                        | - Lanzamiento: 2 de octubre del 2015 - Etiqueta: Centricity | —  | 22 | 12 | —  | - US: 8,000  |
| The River                                                                      | - Lanzamiento: 22 de abril de 2016 - Etiqueta: Centricity   | 71 | 4  | —  | —  |              |
| Future                                                                         | - Lanzamiento: 23 de marzo de 2018 - Etiqueta: Centricity   | 32 | 1  | —  | 16 | - US: 12,000 |
| "—" Denota una grabación que no se registró o no se publicó en ese territorio. |                                                             |    |    |    |    |              |

### Sencillos
| Año  | Sencillo                        | Lista de posiciones | Lista de posiciones | Lista de posiciones | Lista de posiciones | Certificaciones | Álbum             |
| Año  | Sencillo                        | US Chr Songs        | US Chr Airplay      | US Chr Digital      | US Chr Streaming    | Certificaciones | Álbum             |
| ---- | ------------------------------- | ------------------- | ------------------- | ------------------- | ------------------- | --------------- | ----------------- |
| 2015 | "The River"                     | 2                   | 1                   | 2                   | 12                  | - RIAA: Gold    | Beloved/The River |
| 2016 | "Never Too Far Gone"            | 12                  | 9                   | 31                  | —                   |                 | The River         |
| 2016 | "Best of Me"                    | 46                  | 29                  | —                   | —                   |                 | The River         |
| 2016 | "Beloved"                       | 11                  | 6                   | 19                  | —                   |                 | Beloved/The River |
| 2018 | "Witness"                       | 7                   | 4                   | 13                  | —                   |                 | Future            |
| 2018 | "Changed"                       | 15                  | 12                  | —                   | —                   |                 | Future            |
| 2019 | "Faith"                         | 27                  | 22                  | —                   | —                   |                 | Future            |
| 2019 | "Faith (Fe) (feat. Evan Craft)" | —                   | —                   | —                   | —                   | —               | —                 |

## Premios y nominaciones
GMA Dove Awards
| Año  | Premio                                                    | Resultado |
| ---- | --------------------------------------------------------- | --------- |
| 2016 | Nuevo Artista del año                                     | Ganador   |
| 2016 | Pop / Canción Contemporánea Grabada del Año ("The River") | Nominado  |
| 2017 | Álbum Pop / Contemporáneo del Año ("The River")           | Nominado  |